# Habib Ben Ali
Pour les articles homonymes, voir Ben Ali (homonymie).
Habib Ben Ali, également connu sous le nom de Moncef El Habib Ben Ali, né le 21 août 1941 et mort le 15 mai 1996 à Tunis, est un criminel tunisien et le frère de l'ancien président Zine el-Abidine Ben Ali.

## Activités
En France, son fief se situe à Belleville d'où il gère le trafic de stupéfiants ainsi que d'autres activités délictueuses (proxénétisme, racket, etc.). Il a également possédé des cafés, des pizzerias, des biens agricoles et immobiliers ainsi que des sociétés d'import-export dans l'informatique et les voitures de luxe.

## Procès et condamnation
Il est condamné par contumace, dans le cadre de l'affaire dite de la couscous connection, le 30 novembre 1992, à dix ans de prison et à l'interdiction définitive d'accès au territoire français par la 14e chambre du tribunal correctionnel de Paris. Il lui est reproché d'avoir transporté de l'argent provenant d'un trafic international d'héroïne et de cocaïne entre les Pays-Bas, la France et la Tunisie, alors que son avocat, Me Jean-Yves Leborgne, dénonce une « manipulation politique » répétant qu'il n'avait « aucune preuve matérielle » que Moncef ait participé au « blanchiment » d'argent. De plus, Moncef ne s'est pas présenté lors de son procès qui avait débuté le 17 novembre.
À la suite de la révolution de 2011, plusieurs autres membres des familles Ben Ali et Trabelsi sont arrêtés et poursuivis en justice.

## Disparition
Le 15 mai 1996, celui-ci est retrouvé mort sans avoir purgé sa peine dans un appartement de Tunis « dans des circonstances toujours non élucidées » de manière officielle,. Sadri Khiari prend en compte l'hypothèse de l'assassinat. Il est enterré le même jour au cimetière de Hammam Sousse.
Le corps est exhumé le 3 mai 2012 pour être autopsié,.